# El Hor
El Hor bzw. El Ha war eine unter Pseudonym schreibende Autorin des Expressionismus, deren bürgerliche Identität bislang unbekannt ist. Sie publizierte in einem Zeitraum zwischen 1913 und 1923.

## Leben
Die Schriftstellerin publizierte vor dem Ersten Weltkrieg unter dem Pseudonym El Hor, ab 1918 erschienen ihre Werke unter dem Künstlernamen El Ha. Dass es sich dabei um ein und dieselbe Person handelt, ist zum einen daraus ersichtlich, dass einige ihrer Prosaarbeiten zu verschiedenen Zeitpunkten an unterschiedlicher Stelle einmal El Hor als Autorin, später aber El Ha zugeschrieben werden. So wurden beispielsweise ihre beiden Erstpublikationen Die Eidechse  und Der Mörder jeweils 1913 in der Wochenschrift Pan veröffentlicht, und fünf Jahre danach noch einmal unter dem neuen Pseudonym El Ha in Der Friede abgedruckt. Zum anderen geht aus einem zeitgenössischen Zeitungsbericht, der ihr gewidmet ist, folgendes hervor: „Auch das darf man offenbaren: El Hor und El Ha sind dieselbe“. Dem Artikel ist ebenso zu entnehmen, dass es sich bei der Person hinter dem Pseudonym um eine Schriftstellerin handelt: „das eine sei gesagt, was aufmerksame Leser ihrer kleinen Berichte ohnehin schon erraten haben: es ist eine Frau“. Dies ist durch weitere Quellen belegbar, etwa durch eine Rezension, in der von einer „Verfasserin“ und „ihren Arbeiten“ berichtet wird. Bestätigung findet diese Annahme auch im Wortlaut des Verlagsvertrages, den die Autorin anlässlich der Veröffentlichung ihres Buches Die Schaukel unterzeichnete: „El hor [sic] überlässt dem Saturn-Verlag Hermann Meister in Heidelberg das Verlagsrecht ihres unter dem Titel ‚Streichhölzer‘ verfassten Skizzenbandes“. Diesem Vertrag ist ein weiterer wichtiger Hinweis, der zumindest ein wenig erhellend auf die obskure Identität hinter dem Pseudonym wirkt, zu entnehmen: er wurde 1913 in Wien unterzeichnet. Die Autorin verzichtete zwar auch hierbei auf ihren bürgerlichen Namen, der Vertrag ist mit „El Hor“ unterschrieben, dennoch lässt sich davon ableiten, dass sie zumindest um 1913 in Wien gelebt hat. Weiters schließt Hartwig Suhrbier aufgrund ihres „südostdeutschen“ Sprachgebrauchs ebenfalls auf eine aus dem Habsburgerreich kommende Person. Christian Jäger konstatiert außerdem, dass ihre „publizistische Tätigkeit für die Prager Presse und die Zeitschrift Der Mensch auf zumindest enge Kontakte zum pragerdeutschen Kontext“ hinweisen. Ähnliches lässt sich auch aus einer Besprechung ihres Buches Die Schaukel ableiten, in der steht: „Den Neugierigen sei es gleich im Voraus verraten, daß hinter dem Pseudonym eine junge, uns Pragern wohlbekannte Dame steht“.

## Werk und Rezeption
Was für die Veröffentlichungspraxis expressionistischer Kreise durchaus als üblich gelten kann, lässt sich auf die El Hor- bzw. El Hasche beziehen. So hat sie zahlreiche Texte, und damit einen Großteil ihrer Arbeit, in renommierten expressionistischen Zeitschriften veröffentlicht, wie beispielsweise in Alfred Kerrs bereits erwähnter Wochenschrift Pan, aber ebenso in Saturn, Der Friede, der Schau- bzw. späteren Weltbühne, in Licht und Schatten, der Prager Presse, und Der Mensch. Als selbstständige Publikationen erschienen 1913 im Saturn-Verlag Die Schaukel mit einer Umschlagzeichnung von Herbert Grossberger, und 1920 Schatten.
Ihr Werk besteht aus kurzen bis kürzesten Prosastücken, die Autorin selbst heißt diese poetisch sinngemäß Striche und Punkte, Federzeichnungen oder Skizzen, und unterstreicht damit wesentliche Züge ihrer Arbeit, die gekennzeichnet ist von einer präzisen Dichte und stark bildhafter Ausdrucksweise. Neben literarischer Prosa hat El Ha auch Äußerungen über Zeitgenossen veröffentlicht, so rezensierte sie beispielsweise ein Buch ihres Schriftstellerkollegens Alfred Polgar, oder widmete Peter Altenberg einen Nachruf in der Weltbühne. Auch dem Wiener Burgschauspieler Joseph Kainz schrieb sie Würdigungen.

### Zeitgenössische Rezeption
Eine zeitgenössische Rezeption lässt sich anhand von Artikeln und Rezensionen rekonstruieren, aus deren Anzahl und der durchwegs positiven Kritik kann man schlussfolgern, dass es sich bei El Hor bzw. El Ha um eine geschätzte Autorin gehandelt hat. Paul Leppin schrieb über El Ha, sie sei „seit Peter Altenberg das feinste, subtilste Genie der Skizze“. Und an anderer Stelle bezeichnet er die Prosaskizzen in der Schaukel als „fein ziselierte Stücke, verzärtelte und perverse Spielereien, parfümierte Brutalitäten, die mit einer bemerkenswerten Selbstverständlichkeit erzählt werden“. Arthur Silbergleit äußert sich – ebenfalls in einer Schaukel Rezension – wie folgt über die Autorin: „Sie liebt die Kürze und Ausdrucksentschiedenheit; sie begnügt sich bereits mit einigen Strichen und Andeutungen; die Einbildungskraft des Kunstgenießers wird somit zur Vollendung so manchen Bildes und zur Ergänzung von Wesenszügen oft bemüht“. In ihrer Prosa, so Silbergleit weiter, „blitzen oft überraschend scharfe Augenblicksbilder auf“, sie verbindet „aus Traum und Alltag dargestellte Ereignisse in filmhafter Hast“. Damit unterstreicht er die stark visuelle Komponente ihrer Arbeit ebenso wie die Feinfühligkeit, mit der sie literarische Momentaufnahmen zeichnet und die Psyche ihrer Figuren schraffiert. Silbergleit spricht von „feinen Striche[n] der Seelenzeichnung“ und schließt seine Besprechung mit folgenden Worten ab:
Zur Kennzeichnung des Gestaltenreichtums dieses Bändchens genüge bereits die einfache Aufzählung seiner Personen [...]: ein Spaziergänger, ein Leierkastenmann, ein alter Bettler, ein Trödler, ein Landstreicher und der Ritter Blaubart. Um die Verschiedenheit dieser Menschen und ihrer Erlebnisse zum Ausdruck zu bringen, bedurfte die Verfasserin naturgemäß einer Fülle von Farben und Tönen beziehungsweise Stimmungswerten. Daß hierbei kaum eine Gestalt blaß und seelisch klanglos erscheint, spricht für die Begabung El Hors. Man darf daher ihren weiteren Arbeiten mit Spannung entgegensehen.

### Gegenwärtige Rezeption
Was über ihr Leben bislang bekannt ist, geht auf die aufwendige Recherchearbeit Hartwig Suhrbiers zurück. Er hat ihre beiden Bücher Die Schaukel und Schatten in einem Band neu herausgegeben und beschreibt in dessen Nachwort die Ergebnisse seiner Forschungsbemühungen. Er beginnt dieses Nachwort mit den Worten:
Kein Lexikon deutschsprachiger Schriftsteller kennt sie. Keine Geschichte der deutschsprachigen Literaturen weiß von ihr. Nur in zwei, drei Spezialregistern, die Zeitschriften des Expressionismus erschließen, kommen ihre beiden Pseudonyme vor.
Warum sie, wie so viele andere ihrer zeitgenössischen Kolleginnen, nicht oder nur unter erschwerten Umständen wahrgenommen wurde und wird, und ihnen die Aufnahme in den literarischen Kanon häufig verwehrt bleibt, beschreibt Johann Sonnleitner in einem Beitrag über expressionistische Prosa österreichischer Autorinnen wie folgt: „In vielen Fällen gibt es reichlich Grund zur Annahme, dass sich für österreichische Autorinnen nach 1918 oft nur spärliche und erst mit jahrelangen Verzögerungen Publikationsmöglichkeiten eröffne[te]n“, diese wären außerdem „mit größeren Schwierigkeiten als für die männliche Konkurrenz verbunden“ gewesen, als Konsequenz davon warteten „[f]ertige Typoskripte aus weiblicher Feder [...] wohl oft jahrelang in den Schubladen auf ihre Veröffentlichung“. El Hor / El Has Texte sind – abgesehen von einer ihrer längeren Prosaarbeiten, Die Närrin, welche Teil der Anthologie Die rote Perücke ist – nur mehr in Antiquariaten erhältlich, bzw. über die Literaturdatenbank Expressionismus online einsehbar, diese ist jedoch nicht frei zugänglich. Aus diesem Grund wäre „[e]ine Gesamtausgabe aller bislang eruierten, äußerst eigenwilligen, vielfältigen und meist knappen Prosatexte dieser einst angesehenen und offensichtlich auch gut vernetzten Autorin“ laut Sonnleitner „unbedingt erstrebenswert“.

## Bibliografie
Das folgende Werkverzeichnis ist eine von Hartwig Suhrbier zusammengestellte Bibliografie.  Eine Ausnahme stellen die mit * gekennzeichneten Titel dar, diese sind einer Zusammenstellung aus Jägers Abhandlung über minoritäre Literatur entnommen.

### Selbstständige Veröffentlichungen
- El Hor: Die Schaukel. Skizzen. Saturn-Verlag Hermann Meister. Heidelberg, 1913 (enthalten: Die Stunde; Orchideen; Der Erfinder; Die Begegnung; Der Spaziergänger; Alter Herrensitz; Märchen; Die Rache; Das Abenteuer; Pantomime; Der Leierkastenmann; Timpe; Der Trödler; Panorama; Der alte Bettler; Vorstadtmorgen; Siegel; Die Bekanntschaft; Der Opal; Der Idiot; Das Hündchen; Der Saturn; Der Landstreicher; Das Glück; Die Eidechse; Ritter Blaubart).
- El Ha: Schatten. Verlag Hermann Meister. Heidelberg, 1920 (enthalten: Goethe; Schiller; Mozart; Beethoven; Shakespeare; Heinrich Heine; Joseph Kainz; Raffael; Hafis; Harun Al Raschid; Ritter Blaubart; Romeo und Julia; Die Heilige Elisabeth; Lucifer; Aaron; Maria; Judas Ischariot).
- Die Schaukel / El Hor – Schatten / El Ha. Prosaskizzen. Hrsg. und mit einem Nachwort von Hartwig Suhrbier. Steidl, Göttingen 1991, ISBN 3-88243-182-2.

### Veröffentlichungen in Zeitschriften und Zeitungen
El Hor
- Der Mörder, 1913. (Pan 3/15, S. 361–362)
- Die Eidechse, 1913. (Pan 3/23, S. 550–551)
- Ritter Blaubart, 1913. (Saturn 3/7, S. 201–203)
- Zwei Skizzen*
  - Der Fahrgast, 1913. (Saturn 3/12, S. 342–343)
  - Der Musiker, 1913. (Saturn 3/12, S. 343)
- Gedankensplitter, 1913/14. (Licht und Schatten 4/9, unpag. [S. 5])
- Silhouetten*
  - Judas Isachariot, 1914. (Saturn 4/1, S. 30–31)
  - Hero und Leander, 1914. (Saturn 4/1, S. 31–32)
- Schiller, 1914. (Die Schaubühne 10–1/14, S. 398)
- Die Närrin, 1914. (Saturn 4/5–6, S. 146–156)
- Romeo und Julia, 1914. (Die Schaubühne 10–2/31–32, S. 94)
- Glaube, 1915. (Die Schaubühne 11–1/1, S. 3)
- Hamlet, 1915. (Die Schaubühne 11–1/10–11, S. 228)
- Die Erscheinung, 1915/16. (Licht und Schatten 6/9, unpag. [S. 10–11])

El Ha
- Königin Elisabeth, 16. November 1917. (Die Schaubühne, S. 467)*
- Mozart, 13. Januar 1918. (Die Schaubühne, S. 21)*
- Federzeichnungen*
  - Der alte Maler, 1918. (Der Friede 1/12, S. 289)
  - Der Einsame, 1918. (Der Friede 1/12, S. 289)
  - Landschaft, 1918. (Der Friede 1/12, S. 289)
  - Der Laternenanzünder, 1918. (Der Friede 1/12, S. 289)
- Die Heilige Elisabeth, 1918. (Die Weltbühne 14–1/21, S. 385)
- Striche und Punkte*
  - Katastrophe, 1918. (Der Friede 1/18, S. 433)
  - Panorama, 1918. (Der Friede 1/18, S. 433)*
  - Maiabend, 1918. (Der Friede 1/18, S. 433)
  - Hundeblumen, 1918. (Der Friede 1/18, S. 433)
  - Das Paket, 1918. (Der Friede 1/18, S. 433)
  - Mein Freund der Leierkastenmann, 1918. (Der Friede 1/18, S. 433)
  - Das Meer, 1918. (Der Friede 1/18, S. 433)
  - Die Kreatur, 1918. (Der Friede 1/18, S. 434)
- Glaube, 1918. (Der Mensch 8–10, S. 99)*
- * Alter Herrensitz, 1918. (Der Friede 1/26, S. 627)
- * Timpe, 1918. (Der Friede 1/26, S. 627)
- Das Publikum, 1918. (Die Weltbühne 14–1/24, S. 550)
- Wahre Anekdote, 1918. (Die Weltbühne 14–1/24, S. 550)
- Tragödien*
  - Fennek. (Der Friede 2/31, S. 119)
  - Geschehnis. (Der Friede 2/31, S. 119)
- Personen*
  - Der Idiot, 1918. (Der Friede 2/34, S. 237)*
  - Das Liebespaar, 1918. (Der Friede 2/34, S. 238)
  - Der Künstler, 1918. (Der Friede 2/34, S. 238)
- Der Spaßmacher und der Tepp, 1918. (Der Friede 2/46, S. 478)
- Die Toten, 1919. (Der Friede 2/52, S. 624)
- Geschöpfe*
  - Der Opal, 1919. (Der Friede 3/59, S. 167)*
  - Orchideen, 1919. (Der Friede 3/59, S. 167–168)*
  - Das alte Pferd, 1919. (Der Friede 3/59, S. 168)
- Aaron, 1919. (Der Friede 3/66, S. 335)
- Josef Kainz, 1919. (Der Friede 3/66, S. 335)
- Erlebnis, 1919. (Saturn 5/1, S. 21–27)
- Federstriche*
  - Einem Herzen zugeflüstert, 1919. (Saturn 5/2, S. 67–68)
  - Das alte Geschlecht, 1919. (Saturn 5/2, S. 68–70)
  - Die Schenke, 1919. (Saturn 5/2, S. 70)
  - Mädchen, 1919. (Saturn 5/2, S. 70–71)
- Aufnahmen*
  - Der Spaziergänger, 1919. (Der Friede 3/73, S. 503)
  - Der Unkenteich, 1919. (Der Friede 3/73, S. 503)
  - Bekanntschaft, 1919. (Der Friede 3/73, S. 503)*
- Peter Altenberg, 1919. (Die Weltbühne 15–1/26, S. 717)
- Träume, 1919. (Saturn 5/7, S. 279–281)
- Prosastücke*
  - Begräbnis im Gebirge, 1920. (Saturn 5/10, S. 390–391)
  - Der Fremdling, 1920. (Saturn 5/10, S. 391–392)
  - Der Eisvogel, 1920. (Saturn 5/10, S. 392–393)
  - Dämmerung, 1920. (Saturn 5/10, S. 393)
  - Spiel, 1920. (Saturn 5/10, S. 393)
- Kleine Zeit. (Die Weltbühne 16–1/7, S. 215)
- Mayerling, 1920. (Die Weltbühne 16–2/42, S. 437–438)
- Das Wildschwein, 12. Juni 1921 (Prager Presse/Sonntags Beilage, S. 12)
- Dressur, 12. Juni 1921 (Prager Presse/Sonntags Beilage, S. 12)
- Welt-Bühne, 1921. (Die Weltbühne 17–2/27, S. 21)
- Das Kätzchen, 10. Juli 1921 (Prager Presse/Sonntags Beilage, S. 13)
- Die Gans, 10. Juli 1921 (Prager Presse/Sonntags Beilage, S. 13)
- Die Wette, 18. September 1921 (Prager Presse/Sonntags Beilage, S. 11)
- Das Konzert, 18. September 1921 (Prager Presse/Sonntags Beilage, S. 11)
- Der Selbstmörder, 2. Oktober 1921 (Prager Presse/Sonntags Beilage, S. 12)
- Der Küster, 30. Oktober 1921 (Prager Presse/Sonntags Beilage, S. 12)
- Saturn, 18. Dezember 1921 (Prager Presse/Sonntags Beilage, S. 13)
- Der Magier, 28. Mai 1922 (Prager Presse/Dichtung und Welt, S. II)
- Der Heidefürst, 20. August 1922 (Prager Presse/Dichtung und Welt, S. II)
- Der Prinz Amandus, 10. Dezember 1922 (Prager Presse/Dichtung und Welt, S. I–II)
- Glaube, 24. Dezember 1922 (Prager Presse/Dichtung und Welt, S. IV)
- Einerlei, 4. März 1923 (Prager Presse/Dichtung und Welt, S. III)

### Veröffentlichungen in Anthologien
- El Hor: Die Närrin. In: Hartmut Vollmer (Hg.): Die rote Perücke. Prosa expressionistischer Dichterinnen. 2. Aufl. Diplomica Verlag, Hamburg 2012, S. 45–55. ISBN 9783868156089.
- El Hor: Das Abenteuer. In: Gerd Haffmans (Hg.): Der Rabe. Magazin für jede Art von Literatur. Nr. XV, Haffmans Verlag, Zürich 1986, S. 130.
- El Hor: Ritter Blaubart. In: Hartwig Suhrbier (Hg.): Blaubarts Geheimnis. Eugen Diederichs, Köln 1984, ISBN 9783424007800, S. 160–161.
  - desgl. 2. Aufl. Ullstein Taschenbuch,  Frankfurt/M. /Berlin 1987, ISBN 978-3548208398, S. 160–161.